# Angelo Mariani (pharmacien)
Pour les articles homonymes, voir Angelo Mariani et Mariani.
Ange François Mariani, dit « Angelo Mariani », né le 17 décembre 1838 à Pero-Casevecchie (Corse) et mort le 1er avril 1914 à Saint-Raphaël (Var), est un préparateur en pharmacie, industriel, bibliophile, mécène et philanthrope français, inventeur du vin Mariani à la coca du Pérou popularisé par l'album Mariani.

## Biographie

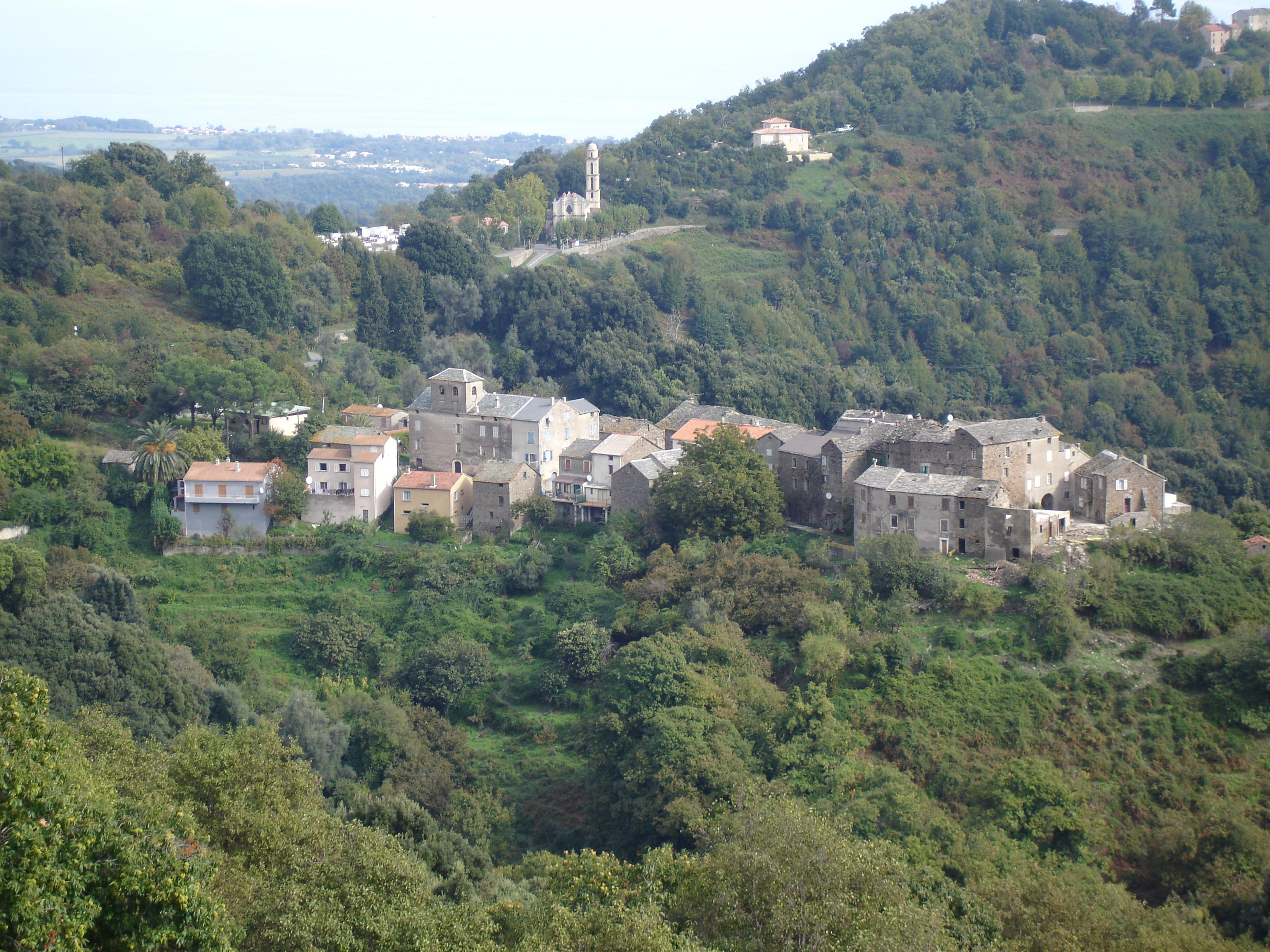
Paysage de la Tavagna.

Ange-François Mariani naît le 17 décembre 1838 pendant la monarchie de Juillet dans le village de Pero-Casevecchie situé dans l'ancien canton du même nom issu depuis 1833 de la piève de la Tavagna. Aîné d'une fratrie de sept enfants, il est le fils de François-Xavier Mariani (1810-1875) et de Sophie Sébastiani (1821-1804) dont la famille est apparentée à la famille Conneau. Son père, apothicaire du bourg, ouvre, en 1847 à Bastia, une pharmacie dans laquelle le jeune homme fait ses premières armes.
Au début des années 1860, il quitte la Corse pour faire ses études de pharmacie à Paris. Il est tout d'abord préparateur chez Chantrel, rue de Clichy puis dans une officine du boulevard Saint-Germain, en face de la Faculté, la pharmacie Mondet rue de Grenelle. Il est notamment responsable des toniques à base de quinquina,,.
Il s'installe à Bois-Colombes, à proximité de la rue de Clichy, puis emménage dans un petit appartement de la rue Vaneau, plus proche de Saint-Germain. Il épouse, en 1870, Marie Anne Philiberte Paulmier (1847-1878) avec laquelle il a quatre enfants, André (1871-1878), Andrée (1874-1894) et Jacques (1875-1939). Il reste veuf jusqu'à la fin de ses jours. Il achète, en 1873, sa pharmacie du boulevard Haussmann, s'installe 11 rue Scribe et acquiert des terrains à Neuilly-sur-Seine où il crée son usine, ses laboratoires, ses caves et ses serres. Il fait construire, en 1880, la « villa Andréa » dans la station de villégiature de Valescure à Saint-Raphaël sur la Côte d'Azur,.
Il est parent de Xavier Paoli, un policier influent, qui l'aide par ses relations dans l'administration mais aussi pour ses contacts professionnels auprès de personnalités haut placées pour des appréciations favorables insérées dans l'Album Mariani.
Angelo Mariani meurt le 1er avril 1914  pendant la Troisième République dans sa villa de Valescure. Il est enterré au cimetière du Père-Lachaise.

## Invention du vin Mariani

### Mise au point du «vin de coca»
Passionné par les études de Paolo Mantegazza sur les effets de la plante de coca et celles d’Albert Niemann qui isole à partir de cette plante la forme cristalline de la cocaïne, Angelo Mariani met au point avec le docteur Pierre Fauvel (un des premiers médecins à utiliser la cocaïne pour ses propriétés anesthésiques), un « vin de coca ». L'idée d'ajouter de la coca à du vin n'est pas nouvelle, bien que Mariani s'attribue par la suite un rôle de pionnier. En 1863, une cantatrice de l'Opéra, enrouée, vient à la pharmacie de la part de son laryngologue, le docteur Fauvel qui désire du « vin de coca », mais le jeune préparateur n'en a pas. Il va recueillir quelques gouttes de sa plus récente préparation, une infusion de trois variétés de feuilles de coca dans du vin de Bordeaux. La diva, après avoir goûté ce faible échantillon de « boisson tonique », prononce : « c'est excellent, vous m'enverrez douze bouteilles ».

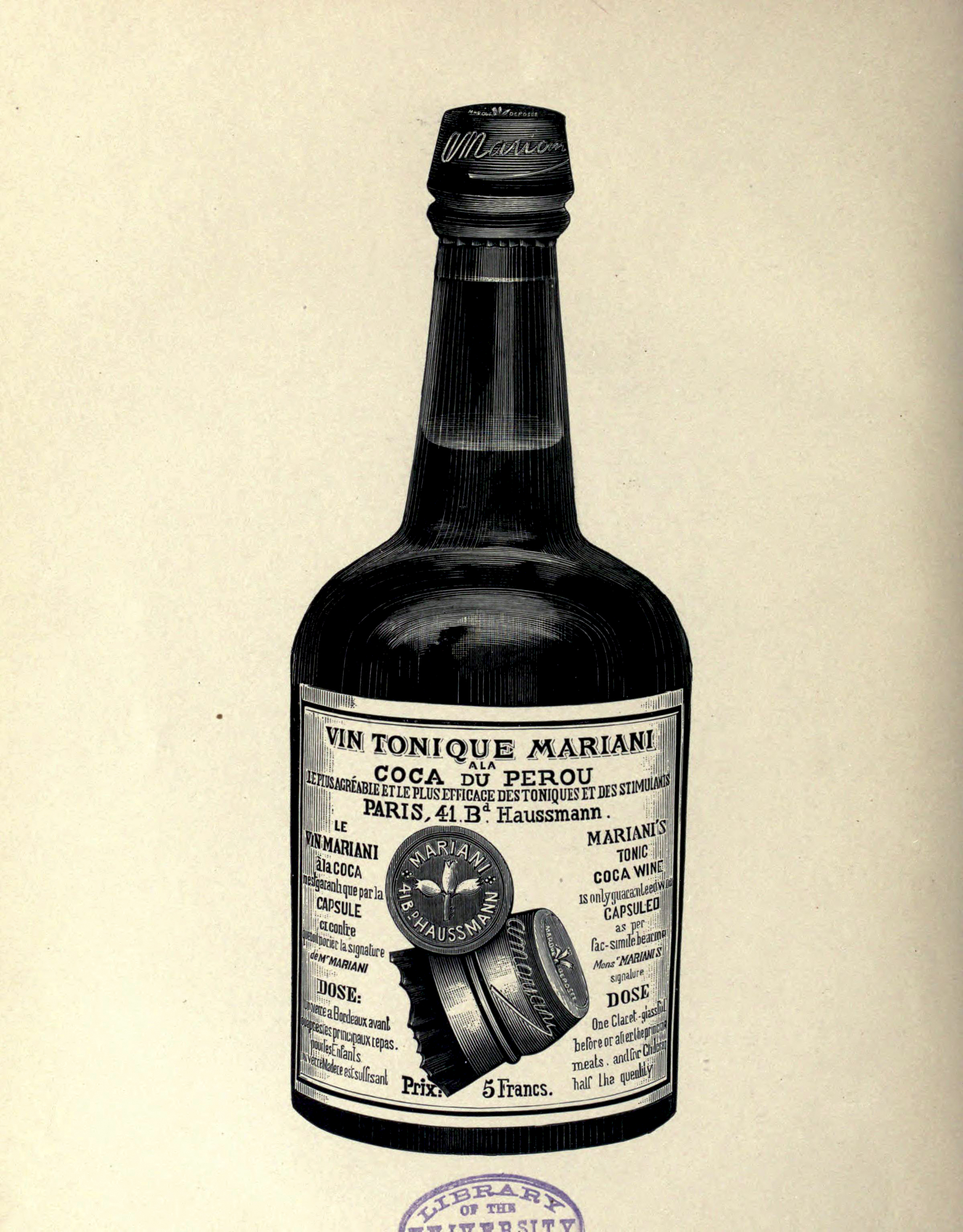
Bouteille de vin tonique Mariani à la coca du Pérou[11].
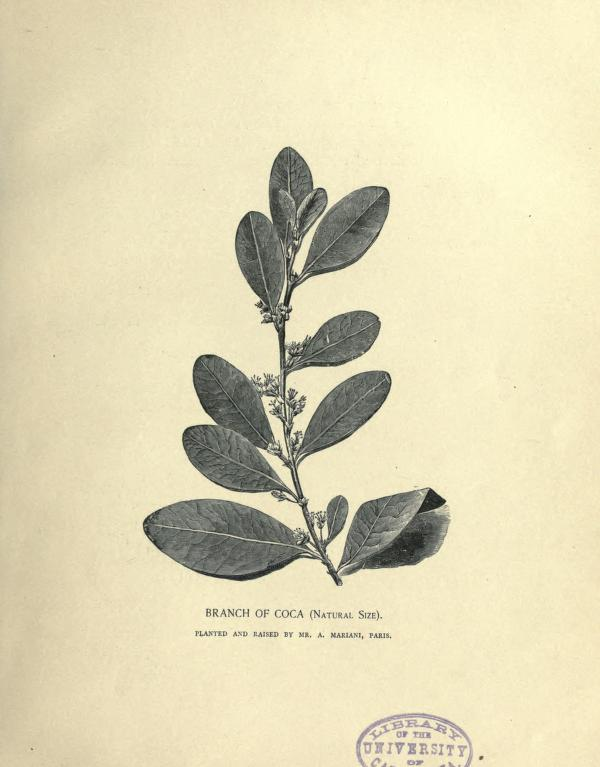
Branche de coca (taille naturelle) plantée et cultivée par Angelo Mariani[12].
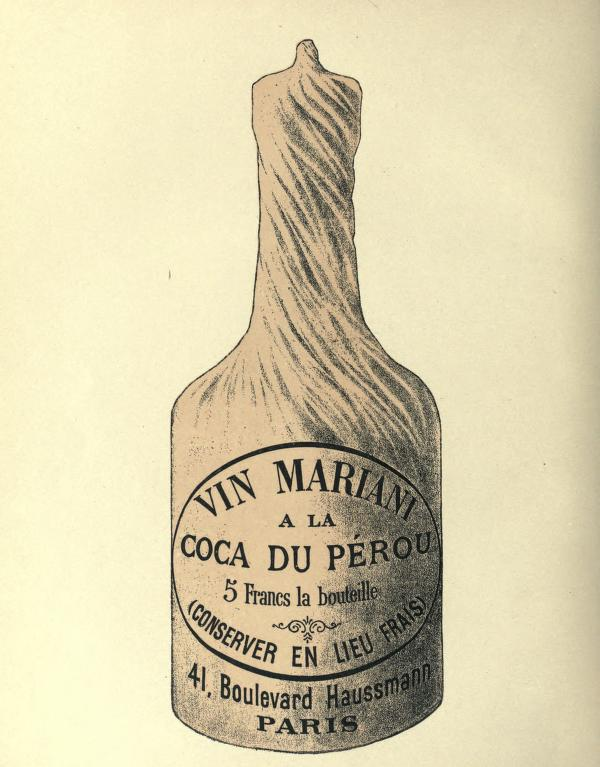
Bouteille de vin Mariani à la coca du Pérou enveloppée[13].

### Production à l'échelle industrielle et internationale

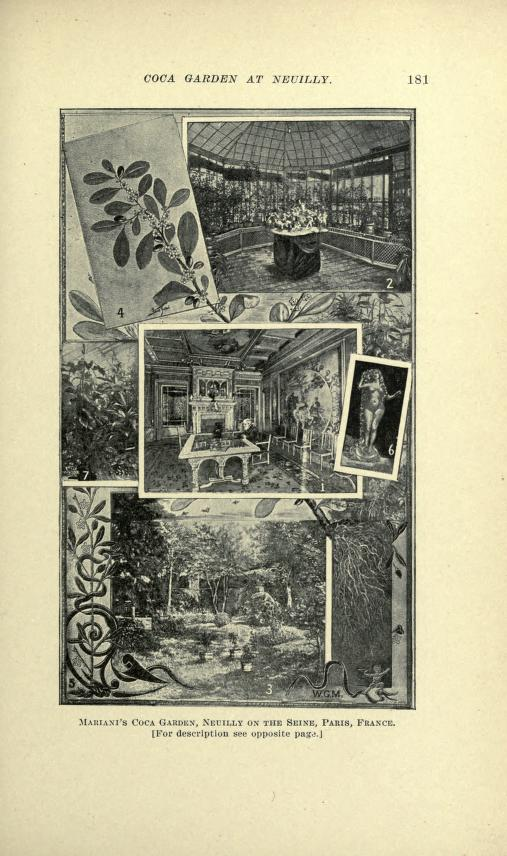
Serres et bureau d'Angelo Mariani à Neuilly-sur-Seine. Illustration de l'ouvrage de William Golden Mortimer, Peru, history of coca, the divine plant of the Incas (1901).

Soucieux d'inventer sa propre spécialité afin d'assurer sa fortune, le jeune homme fait breveter la préparation qu’il baptise « Vin tonique Mariani à la coca du Pérou », bientôt connue sous le nom commercial de « vin Mariani ». La boisson est un énorme succès et lui vaut la célébrité dans toute l'Europe : prescrit avec succès pour combattre la grippe, le vin se targue de soigner les affections nerveuses, l'anémie, l'impuissance. Les ventes sont telles que Mariani ouvre sa propre pharmacie au 41, boulevard Haussmann puis fait élever dans les années 1880 au 10-12, rue de Chartres, à Neuilly-sur-Seine, une usine vouée à la transformation de la coca, le vin étant commercialisé dans une bouteille de 50 cl : 60 g de feuilles de coca sont macérées dans de l'alcool (probablement du cognac), puis dans du vin de Bordeaux où est ajouté 6 % de sucre.
Il se trouve rapidement à la tête d'une firme prospère dont l'empire commercial s'étend jusqu'à Londres et New York. Il expérimente dans ses serres de nouvelles techniques d'amélioration et d'acclimatation de la plante et fait bénéficier de ses découvertes les jardins botaniques du monde entier auxquels il adresse ses spécimens.

« 'To Angelo Mariani, Paris, France, a recognized exponent of the "divine plant", and the first to render coca available to the world. »

— W. Golden Mortimer, M. D., 1901
Le docteur William Golden Mortimer, fellow de l'Académie de médecine de New York, membre de la Société médicale du comté de New York, de l'Académie des sciences de New York, du musée américain d'histoire naturelle, ancien chirurgien assistant à l'hôpital de New York pour la gorge et le nez (en), lui dédie le livre qu'il publie en 1901, Peru, history of coca, the divine plant of the Incas, car il partage la même passion de l'étude de la coca et il considère son confrère français comme un « moderne Merlin » rompant l'énigme scientifique pour livrer à tous les qualités de la coca. Mortimer décrit Mariani comme un homme de goût dont le bureau est décoré de tapisseries et de sculptures dont les motifs sont empruntés à la feuille et à la fleur de coca. La coca n'est pas simplement pour lui une source, immense, de richesse, il y puise aussi un art de vivre.

### Publicité de son invention

#### Dans la presse
« Le vin Mariani à la coca du Pérou est le plus efficace et le plus agréable des toniques. Bouteille 5 Fr. — 41 boulevard Haussmann. »

— Le Figaro, 10 décembre 1873
 Comme ses nombreux confrères, Mariani commence modestement, au début des années 1870, par vanter les bienfaits de son tonique au moyen d'entrefilets de deux ou trois lignes dans les colonnes des quotidiens, des revues mondaines et des magazines culturels. La « réclame » se fait plus détaillée, cautionnée par le succès rencontré par le docteur Fauvel, dans les pages des publications médicales. Tout bascule lorsque Mariani fait appel en 1877 à Albert Robida, dessinateur à La Vie parisienne. Pendant plus de dix ans les bienfaits du vin Mariani sont annoncés sur des pages entières dans la presse.

Le vin Mariani dans la presse
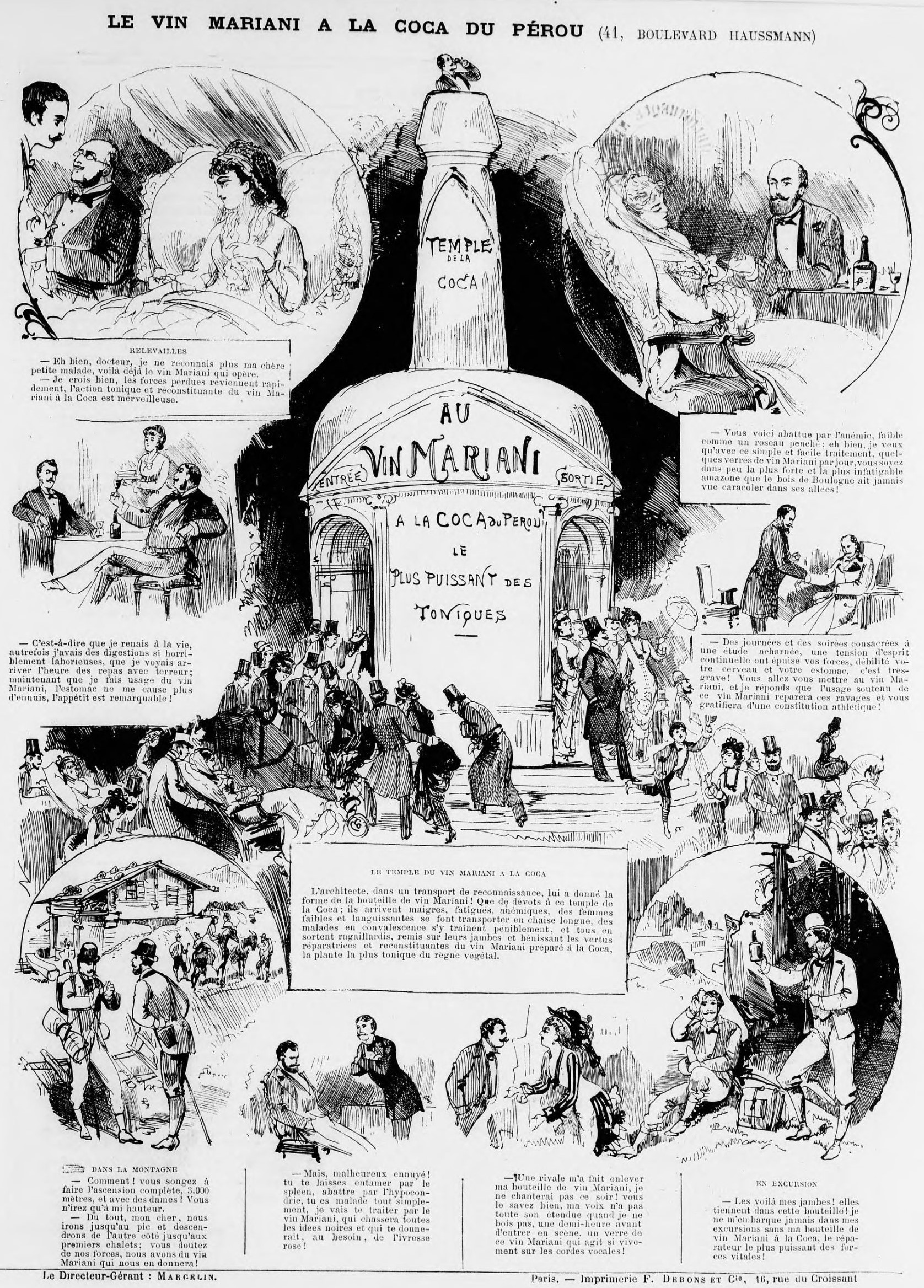
La Vie parisienne, 1877, dessins d'Albert Robida
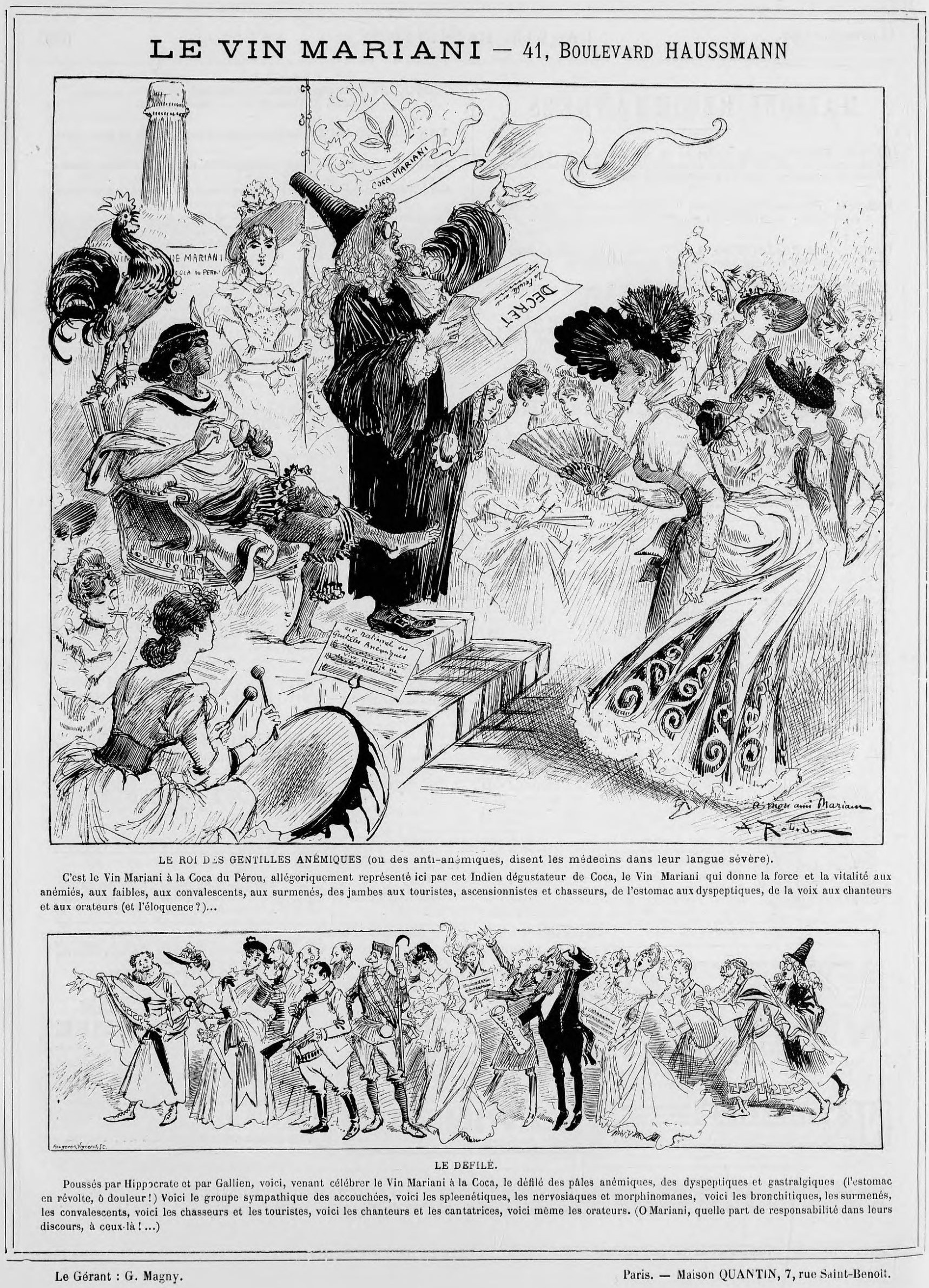
La Vie parisienne, 1888, dessins d'Albert Robida

#### L'Album Mariani

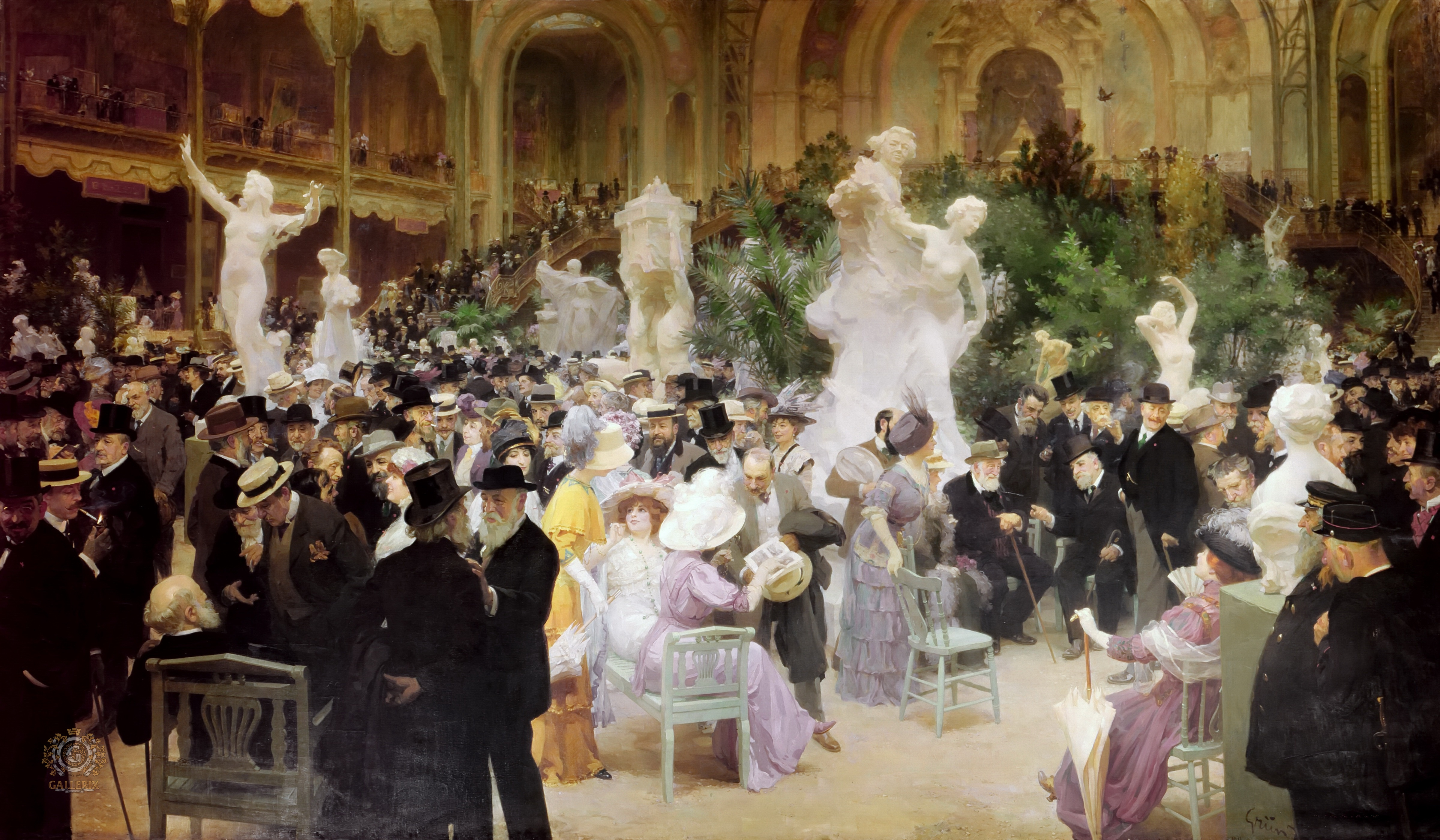
Un vendredi au Salon des artistes français (1911), Jules Grün, musée des beaux-arts de Rouen. Angelo Mariani est représenté debout au premier plan, à gauche de Geneviève Lantelme.

Le pape Léon XIII, qui a toujours une fiole avec lui en cas de nécessité, lui décerne une médaille « spéciale » en signe de son approbation officielle. C'est du moins ce que la publicité affirme. Mariani apparait en effet comme un précurseur de la vente sur catalogue, sur publicité identifiée ou rédactionnelle dont il systématise l'emploi, éditant entre 1894 et 1925 les témoignages enthousiastes de plus de 1 000 personnes illustres qui remplissent quatorze volumes de l'Album Mariani. Drogue légale vendue aussi bien dans les pharmacies comme médicament que dans les bars comme apéritif, son vin contient entre 6 et 7 mg de cocaïne dans chaque bouteille qui titre déjà 14 à 17° d'alcool. En France, la version cocaïnisée du vin Mariani est inscrite pour la première fois au Codex pharmaceutique en 1884 et reste autorisée jusqu'en 1910.

Réclame pour le vin Mariani
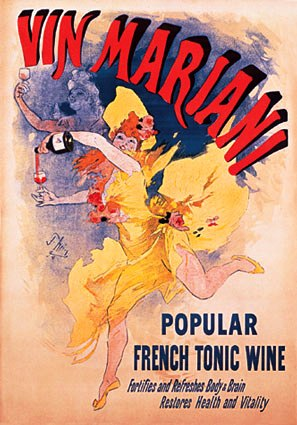
Affiche publicitaire pour la commercialisation du vin Mariani à l'étranger, lithographie de Jules Chéret, 1894.
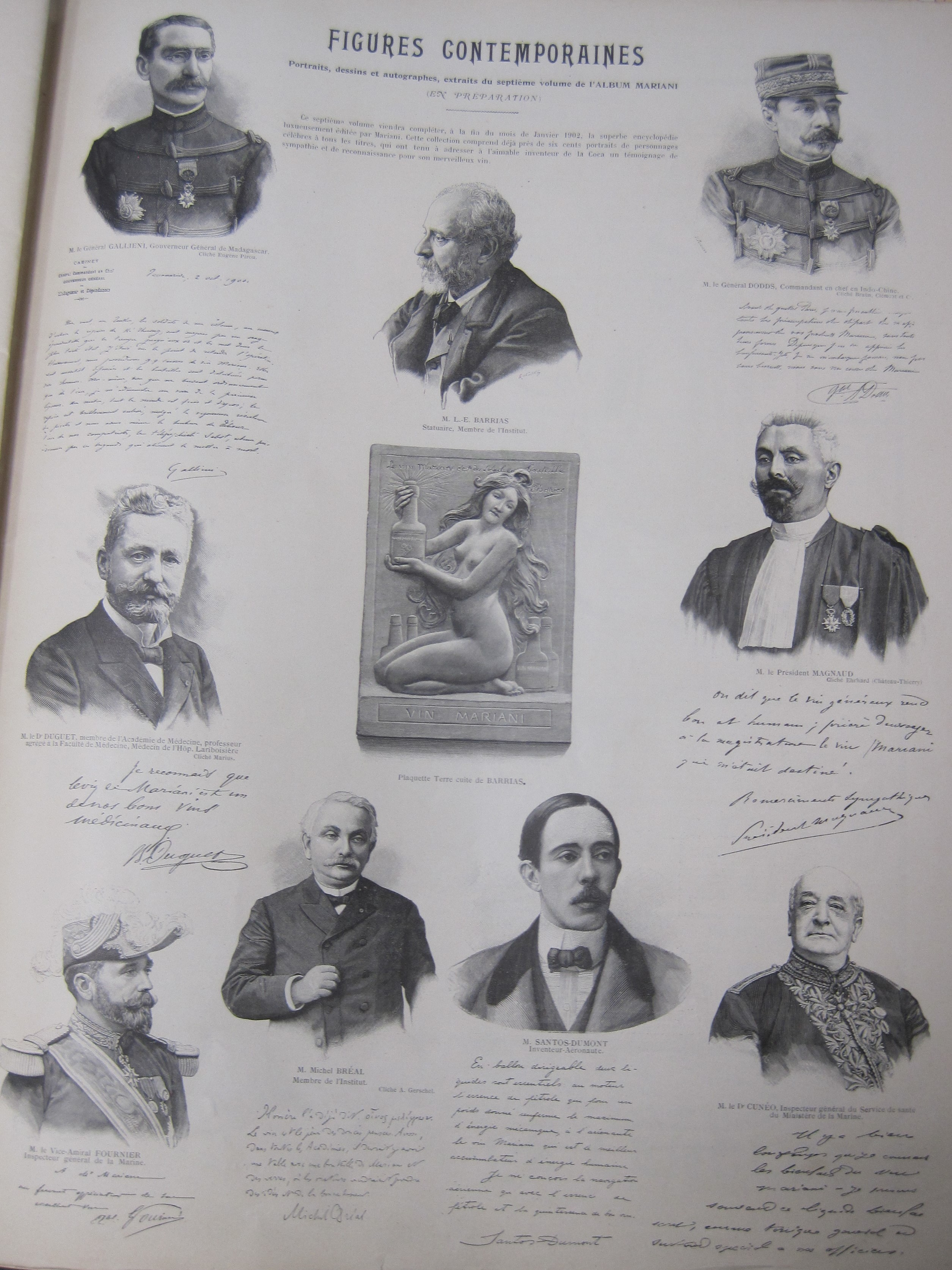
Page de réclame pour le vin Mariani, parue dans Paris-Noël 1901-1902, bibliothèque municipale de Bordeaux.
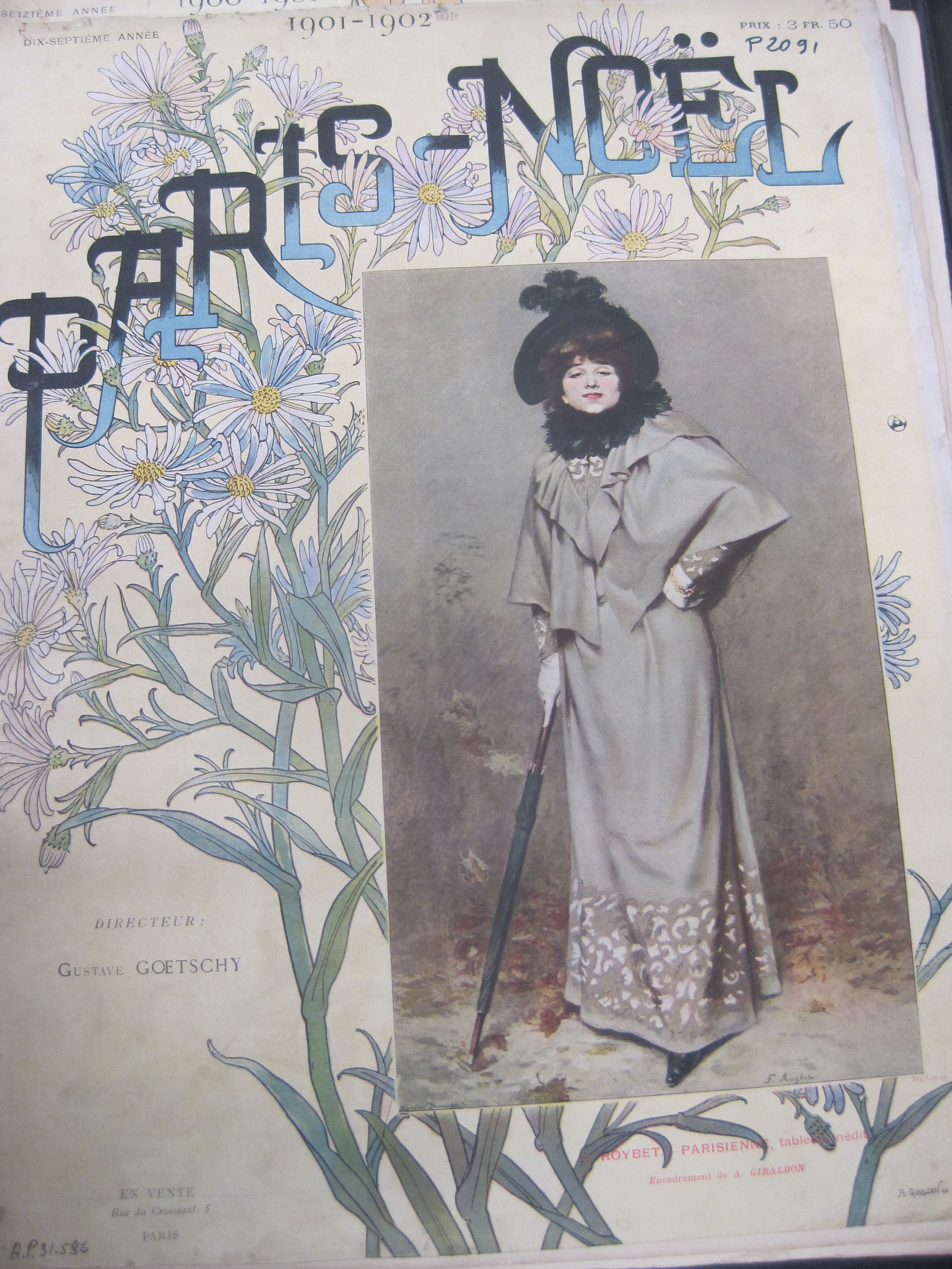
Revue annuelle Paris-Noël 1901-1902, bibliothèque municipale de Bordeaux.

## Témoignages publicitaires
Nombre de célébrités, plus d'un millier, politiques, médicales, littéraires, artistiques, vanteront le vin Mariani à la suite de leur biographie publiée dans les Figures contemporaines tirées de l'Album Mariani :

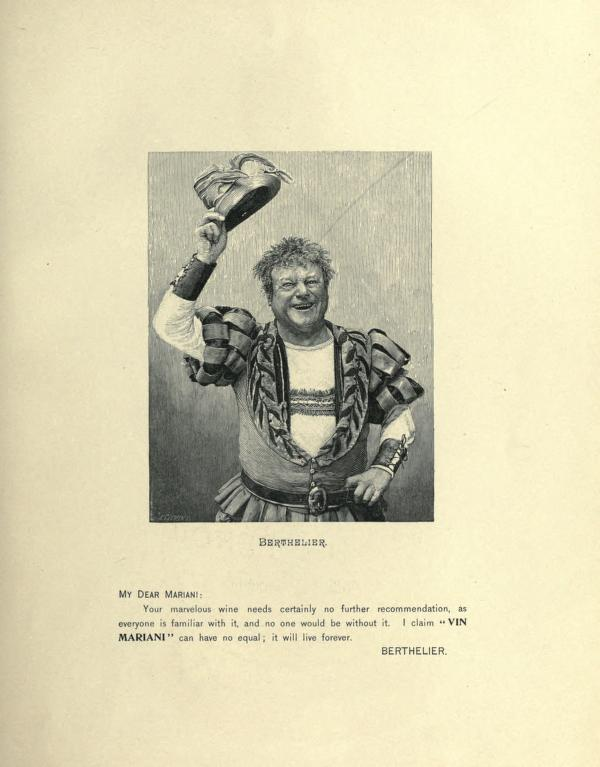
Dédicace de Jean Berthelier à la gloire du vin Mariani :
Mon cher Mariani, Votre merveilleux vin n'a certainement pas besoin d'être recommandé, car tout le monde le connaît et personne ne s'en passerait. Je prétends que le « Vin Mariani » ne peut avoir aucun égal ; il vivra pour toujours. Berthelier.

« J'ai à vous adresser mille remerciements, cher Monsieur Mariani, pour ce vin de jeunesse qui fait de la vie, conserve la force à ceux qui la dépensent et la rend à ceux qui ne l'ont plus. »

— Émile Zola, 1895

« Cher Monsieur Mariani, Votre vin est un cordial merveilleux. »

— Eugène Grasset

« Cher Monsieur, J'ai reçu un tel secours de votre vin au moment de mes dernières couches que je vous conjure de m'en faire envoyer d'urgence une nouvelle caisse. »

— Léon Bloy, 1898

« Le témoignage des hommes serait bien trompeur si le vin Mariani ne faisait pas des merveilles. Je crois qu'il en fera en ma faveur s'il m'arrive jamais d'en avoir besoin. »

— Mgr Louis Duchesne

« Boire du vin Mariani / C'est chanter, croire, aimer sans trêve / C'est ouvrir, au pays du rêve / Une porte sur l'Infini ! »

— Jane de la Vaudère

« Ars longa, vita brevis : pour nous permettre de travailler sans relâche et de faire progresser la physiologie, un verre de l’excellent vin de Coca Mariani est un précieux adjuvant »

— Nestor Gréhant, disciple et successeur de Claude Bernard

« C'est du nanan, d' la confiture, /
Mossieu Mariani, vot' picton /
On s'en envoierait des bitures, /
On s'en f'rait pèter le bidon //
Ça vous r'gonfle un mec démoli ; /
Ça vous r'met su' patt's eun' gonzesse. /
Ça réveill'rait des refroidis ; /
C'est pas un vin c’est d' la jeunesse […] »

— Jehan-Rictus, 1900,,

## Postérité
Son succès inspire la concurrence : différents produits similaires voient le jour, comme « la Coca des Incas » et le « Vin des Incas », par exemple. Il gagne une grande notoriété aux États-Unis lorsqu'il est donné en 1884 au président américain Ulysses S. Grant atteint d'un cancer de la gorge en phase terminale. L'administration par voie topique (locale) d'une solution de cocaïne ou l'ingestion du vin Mariani soulage ses souffrances et lui permet d'achever la rédaction de ses Mémoires. En 1885, le pharmacien John Pemberton à Atlanta aux États-Unis, s'inspire du vin Mariani et y ajoute des noix de kola, créant le French Wine Coca, ancêtre du Coca-Cola qu'on connaît aujourd'hui sans alcool (à cause de la prohibition de 1886 dans l'État de Géorgie) et sans cocaïne (depuis 1906).
Ses héritiers arrêtent la production du vin dans les années 1950. Ils créent une nouvelle boisson appelée « Tonique Mariani » qui reste en vente dans les pharmacies jusqu'en 1963.

## Critiques
Le premier cas moderne de dopage avéré remonte à 1865 : des nageurs à Amsterdam. À la même époque, le vin Mariani est conseillé aux sportifs et « aromatisé » avec des feuilles de coca.

## Iconographie

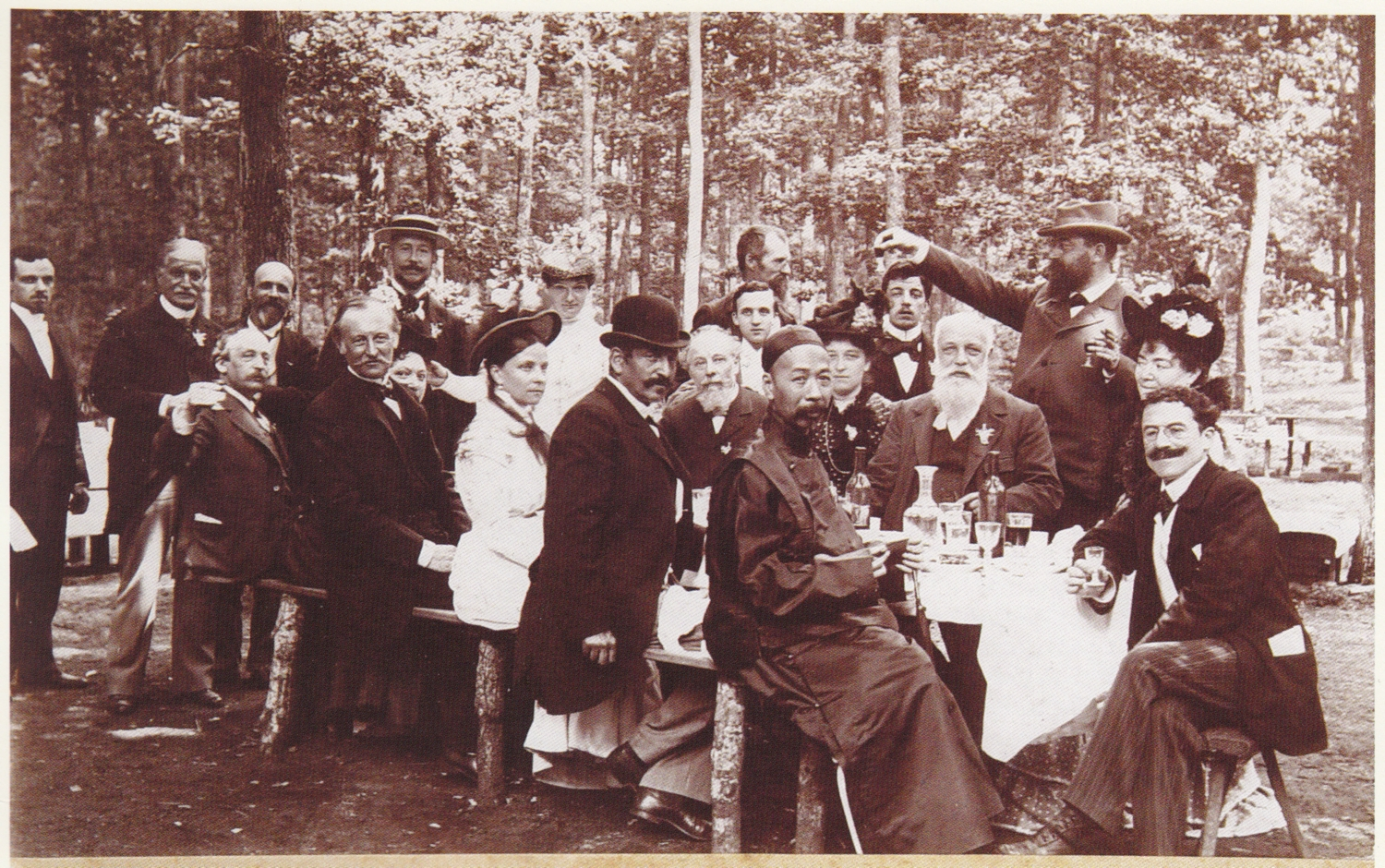
Angelo Mariani lors d'un banquet en 1900. À l'extrême droite Joseph Uzanne, rédacteur des biographies de lAlbum de figures contemporaines.

Le musée Carnavalet conserve une statuette de Mariani réalisée par le sculpteur Théodore Rivière (S 1738) ainsi que plusieurs médailles d'Oscar Roty et de Louis-Eugène Mouchon portant l'effigie de Mariani ou vantant les propriétés du vin Mariani. Ces médailles font partie d'une collection rassemblée par Mariani et donnée par lui au musée en 1910.
Le département des Monnaies, médailles et antiques de la Bibliothèque nationale de France possède plusieurs plaquettes illustrant le vin Mariani : Veni, bibi, vici. Vin Mariani à la coca, L'Amour trempe ses flèches dans le vin Mariani, Angelo Mariani, vulgarisateur de la coca, La nymphe et l'Amour souffrant, allégorie du pouvoir régénérateur du Vin Mariani.
Par ailleurs, de 1894 à 1925, les Figures contemporaines, tirées de L'Album Mariani sont éditées sous la direction de Joseph Uzanne en plusieurs volumes d'abord chez Flammarion puis chez Henri Floury, comprenant sur beau papier le portrait de Mariani, des publicités pour son vin, le tout associé aux personnalités du moment (avec pour chacune portrait gravé par un artiste, témoignage et autographe).

Plaques et médailles
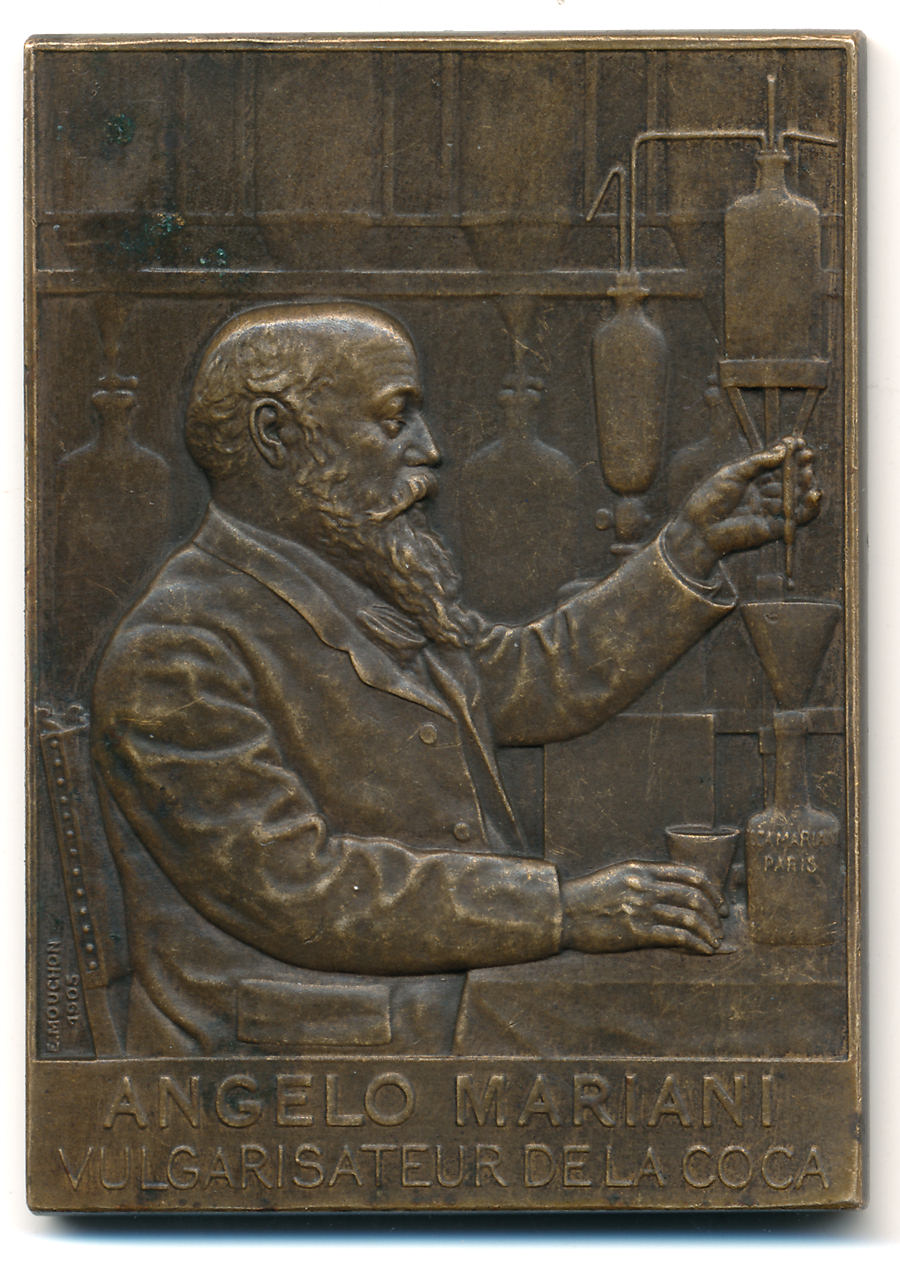
« Angelo Mariani : vulgarisateur de la coca », plaque de bronze de Louis-Eugène Mouchon (1905).
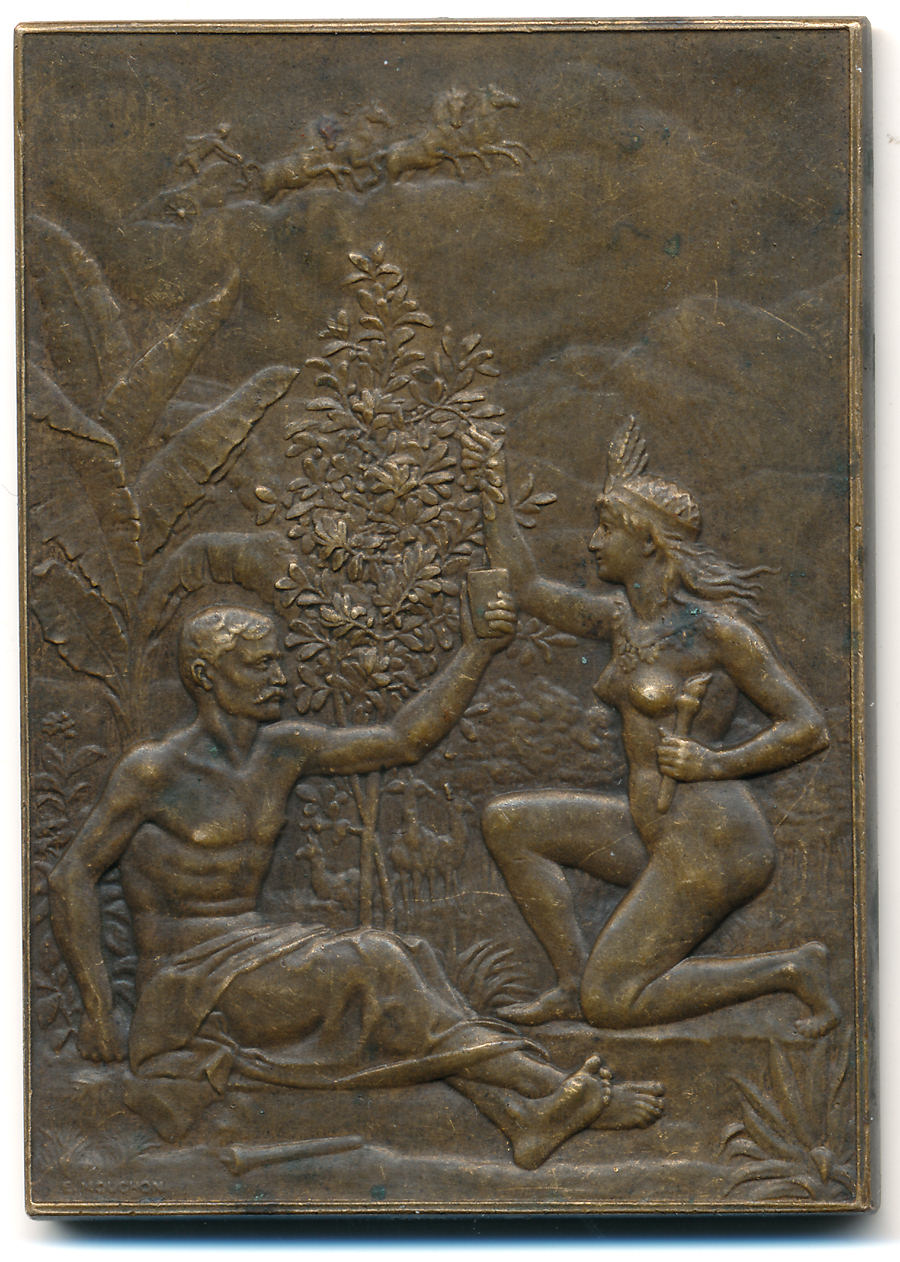
Revers de la plaque : jeune femme péruvienne servant du vin Mariani à un vieil homme.
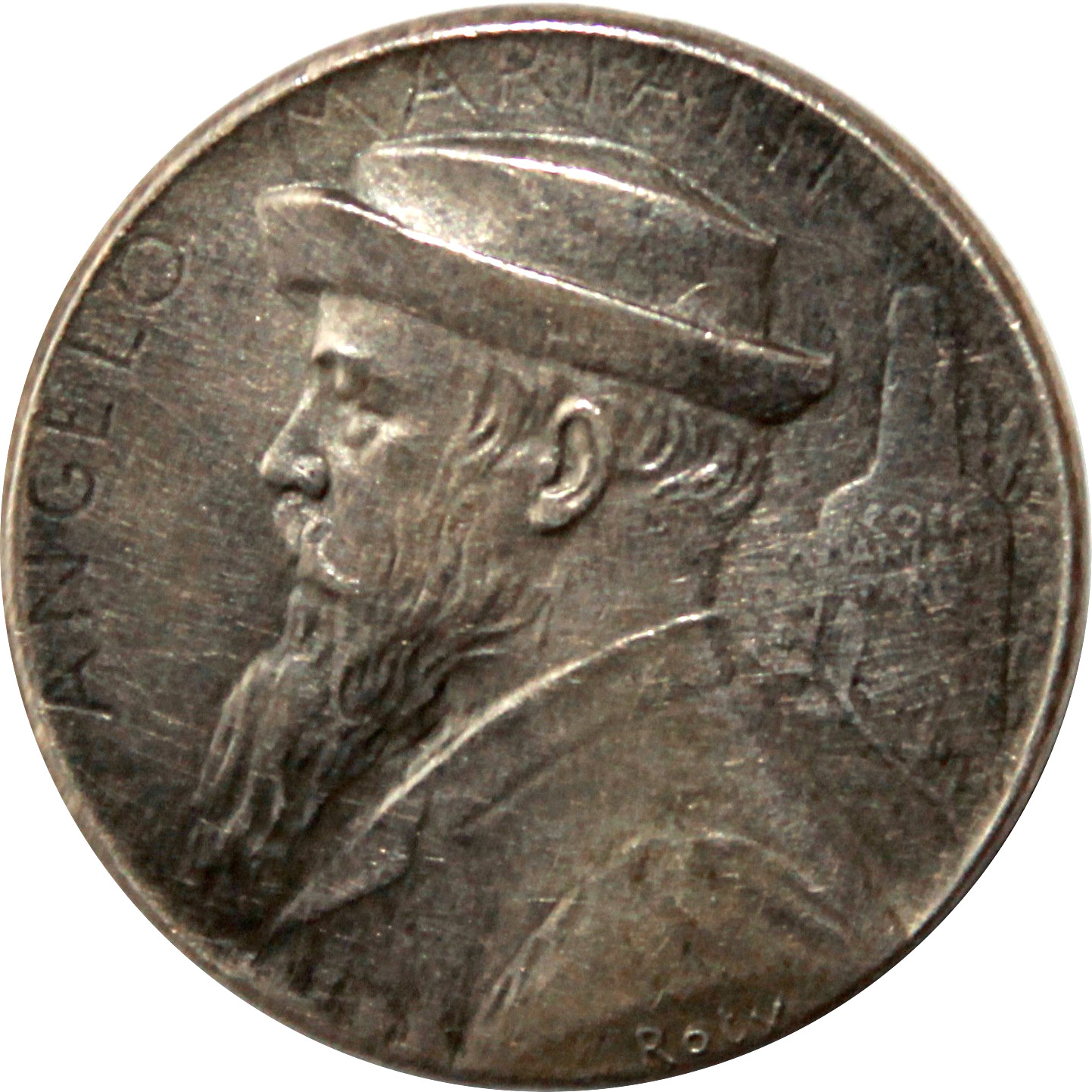
Portrait d'Angelo Mariani, médaille d'Oscar Roty.
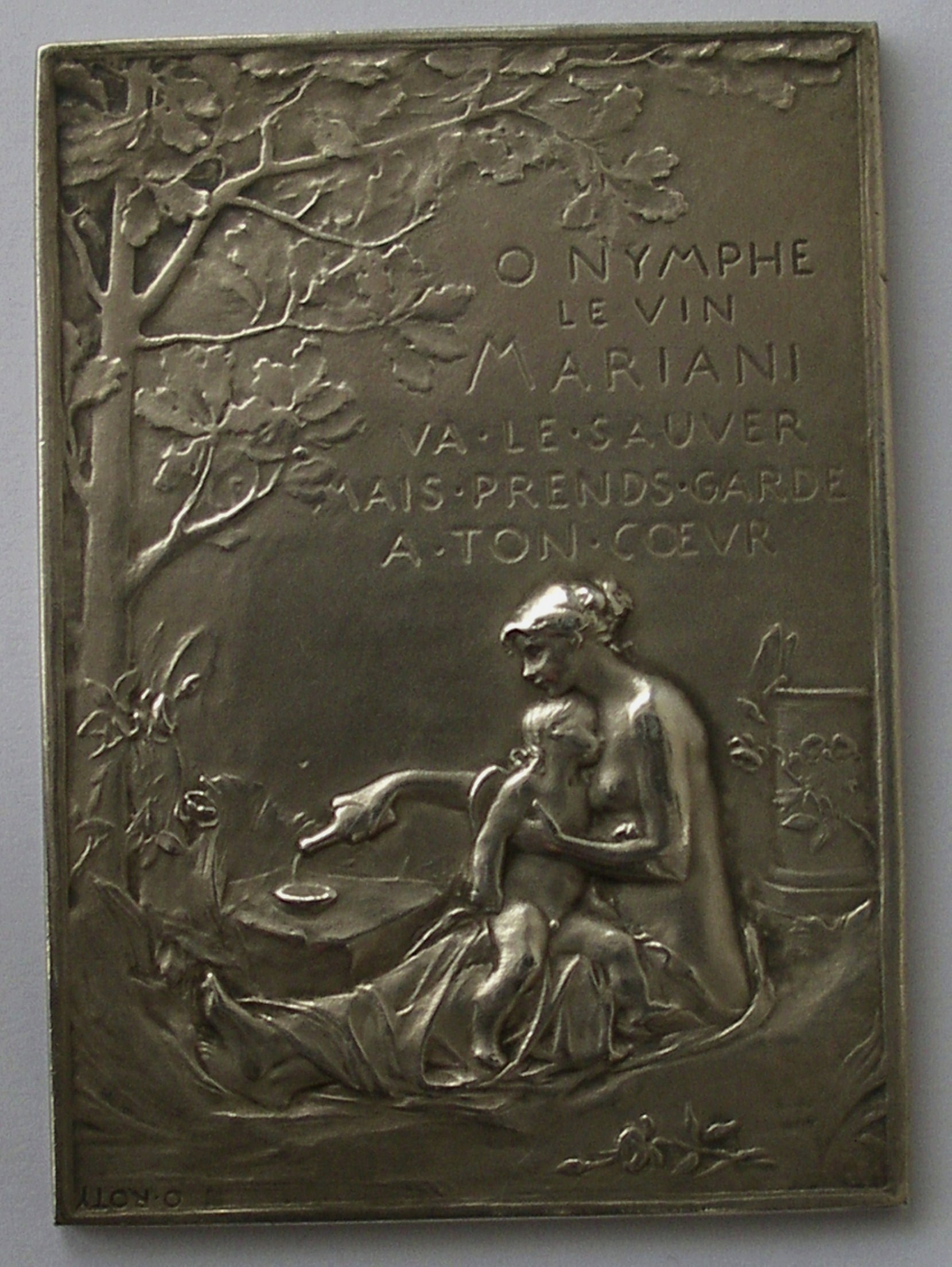
La Nymphe et l'Amour souffrant, plaque d'Oscar Roty
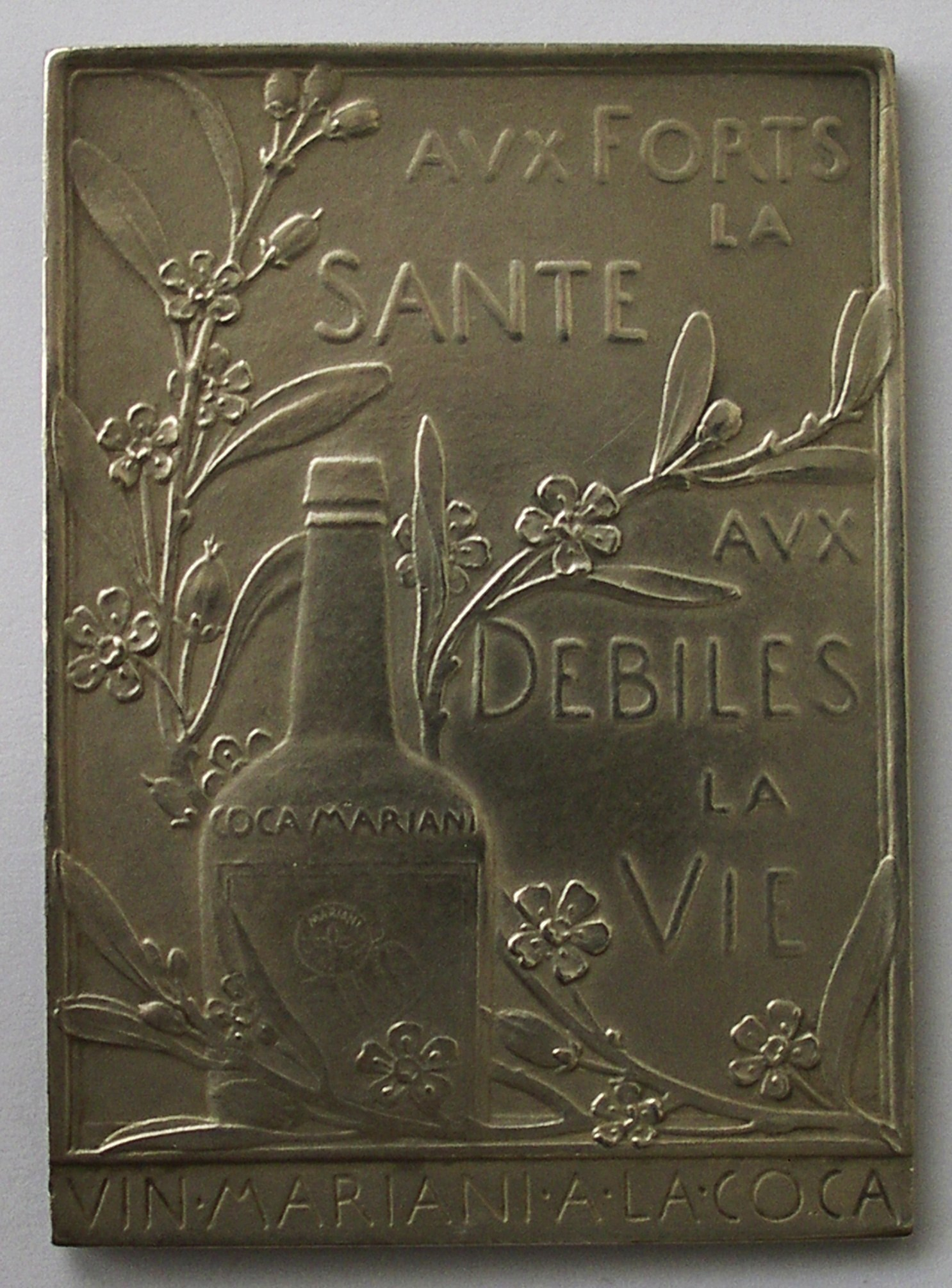
« Aux forts la santé, aux débiles la vie », plaque d'Oscar Roty pour le vin Mariani à la coca.

Portraits photographiques et gravures
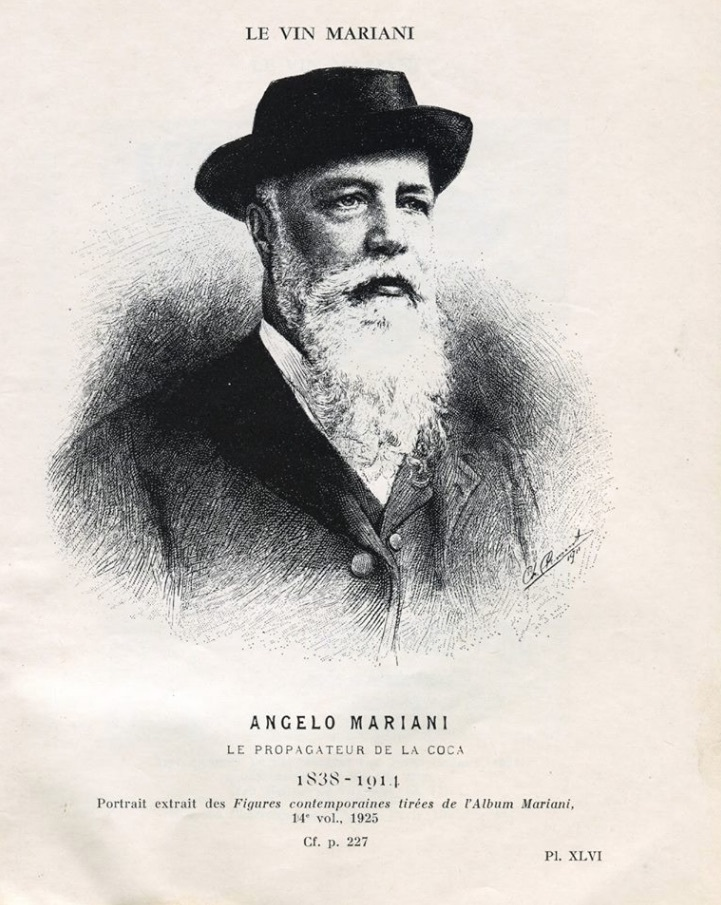
« Angelo Mariani le propagateur de la coca », quatorzième volume des Figures contemporaines tirées de l'Album Mariani
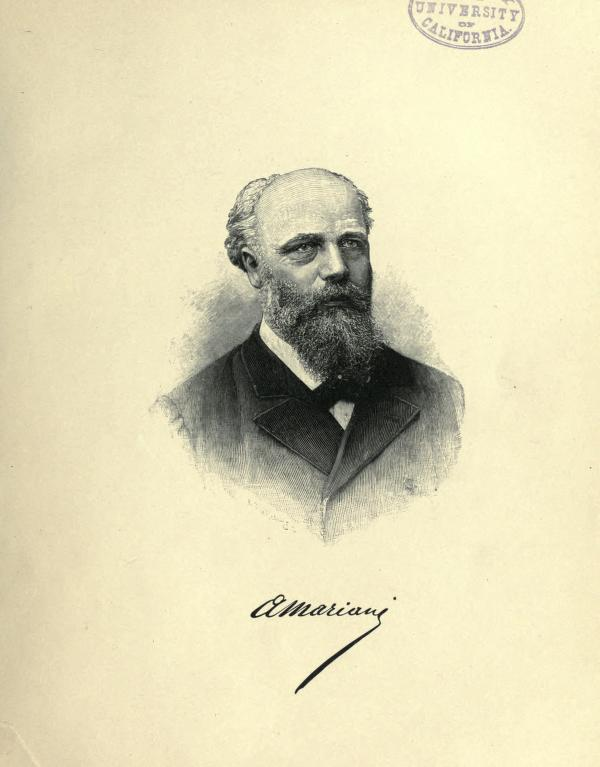
Signature d'Angelo Mariani sous le portrait gravé d'après le cliché de Nadar[45].
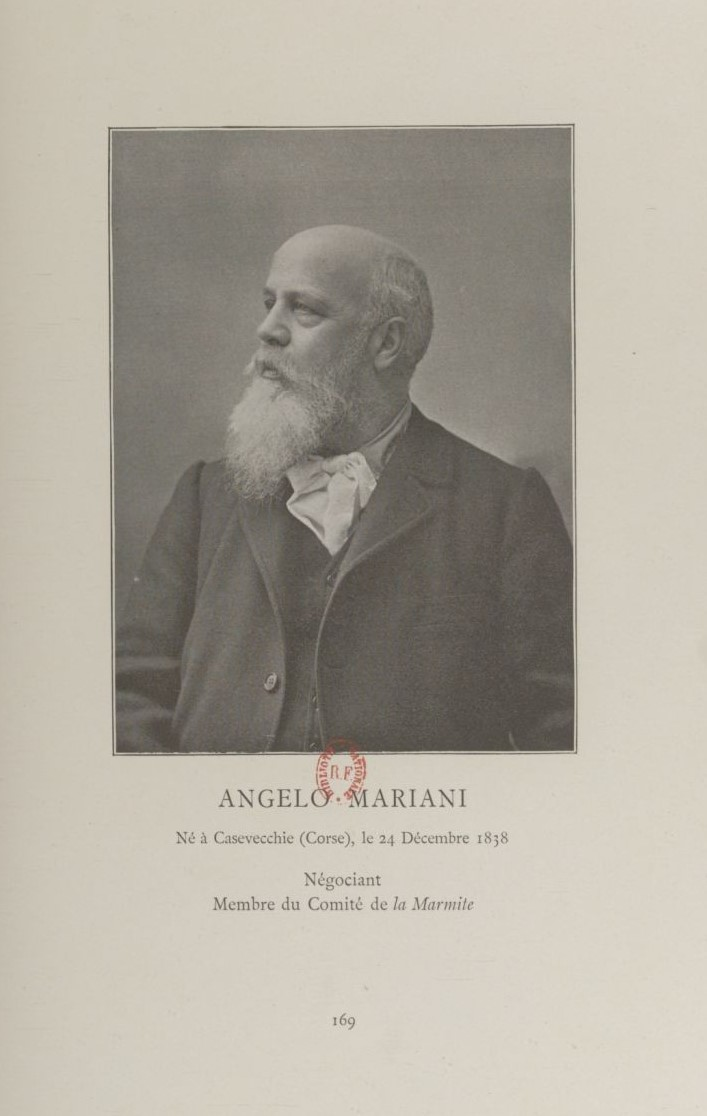
« Angelo Mariani. Négociant. Membre du comité de La Marmite »[46].

## Publications
- Notices sur le quinquina Mariani, précédée d'un Aperçu sur l'histoire et les propriétés du quinquina, Paris, Maillard-Bossuat, 1870, 15 p. (BNF 30883152).
- Angelo Mariani, La coca du Pérou et le vin Mariani : Le plus agréable et le plus efficace des toniques et des stimulants (botanique, historique, thérapeutique), Paris, Mariani, 1878, 19 p. (lire en ligne).L’aperçu en ligne permet de lire la totalité de l'ouvrage.
- La coca et la cocaïne, Paris, Delahaye et E. Lecrosnier, 1885, 40 p. (BNF 30883150).
- (en) Coca and its therapeutic application, New York, J. N. Jaros, 1890, 78 p. (lire en ligne).
- La coca et ses applications thérapeutiques, Paris, Lecrosnier et Babé, 1895, 112 p. (BNF 30883151).
- Angelo Mariani (dir.) et Joseph Uzanne (réd. des notices biographiques) (préf. Octave Uzanne (1894, 1906-1913), Armand Silvestre (1895), Jules Claretie (1897), Oscar Roty (1900), Maurice Bouchor (1901), ill. Adolphe Lalauze, eau-forte, A. Brauer, D. Quesnel, H. Sorensen, A. Prunaire, P. Leyat, W. Lenders, Henri Brauer, Marius Clément, Ch. Maylander, Ch. Clément, L. Jarraud, gravure sur bois), Figures contemporaines, tirées de l'album Mariani, 14 vol.[47].